# Височанський Ігор Броніславович
Ігор Броніславович Височанський (нар. 3 травня 1968) — український футболіст, який грав на позиції півзахисника. Відомий за виступами у низці українських та російських клубів, у тому числі за виступами за луцьку «Волинь» у вищій лізі чемпіонату України. По закінченні виступів на футбольних полях — український футбольний тренер.

## Клубна кар'єра
Ігор Височанський народився у Дрогобичі, та є вихованцем місцевої ДЮСШ. Пізніше Ігор Височанський навчався в інституті фізкультури у Львові, та грав за його аматорську команду. Професійну футбольну кар'єру молодий футболіст розпочав у дрогобицькій команді «Галичина», яка в останньому чемпіонаті СРСР виступала у буферній зоні другої союзної ліги. Щоправда, за цю команду Височанський зіграв лише 4 матчі, та перейшов до аматорської команди «Газовик» з Комарного, у якій розпочав виступи у другій половині 1991 року, та продовжив у 1992 році вже у чемпіонаті незалежної України в перехідній лізі, а з другої половини 1992 року вже у другій лізі. У середині 1993 року Ігор Височанський отримав запрошення від команди вищої ліги «Волинь» з Луцька, проте зіграв за команду лише 9 матчів у першому колі, та став гравцем друголігової кіровоградської «Зірки-НІБАС», яка на той час була значно краще матеріально забезпечена. Проте й у цій команді Височанський затримався лише на півроку, і з липня 1994 року став гравцем ФК «Львів», із якою зайняв друге місце в турнірі другої ліги, та вийшов до першої ліги. У першій лізі з муніципальним львівським клубом Височанський провів ще один сезон, а пізніше грав за футзальні клуби «Україна» (Львів) та «Галичина» (Дрогобич). Із березня до червня 1997 року футболіст грав за друголіговий клуб «Система-Борекс» із Бородянки. Потім у кінці 1997 року Ігор Височанський грав за аматорський клуб «Домобудівник» із Чернігова, а з березня до червня 1998 року грав за чернігівську «Десну» вже у першій українській лізі. У 1999 році футболіст поїхав на футбольні заробітки до Росії, де два роки грав за місцевий клуб другої ліги «Реформація» з Абакана. Після заробітків у Сибіру футболіст на короткий час повернувся до України, де знову грав за друголіговий комарненський «Газовик», а за півроку знову поїхав до Росії, де цього разу грав за «Динамо» з Кірова. У цьому російському клубі Височанський грав протягом трьох сезонів, і він став його останнім професійним клубом. З початку 2004 року Ігор Височанський повертається до України, де грає вже за аматорський клуб «Галичина» з Дрогобича та «Карпати» із Трускавця, після чого остаточно завершує виступи на футбольних полях.

## Після завершення футбольної кар'єри
Після завершення виступів на футбольних Ігор Височанський працював тренером у Дрогобицькій ДЮСШ, був директором Дрогобицького міського центру фізичного здоров'я населення «Спорт для всіх». З 2014 року Ігор Височанський працював асистентом головного тренера футбольного клубу другої ліги «Скала» зі Стрия. 
У 2017 році призначений головним тренером МФК «Галичина» (Дрогобич).